# Coupe de la Ligue française féminine de football 2025-2026
La coupe de la LFFP 2025-2026 est la première édition de la coupe de la LFFP, une compétition féminine de football rassemblant les clubs de première et deuxième division.

## Format
Les trois équipes qualifiées pour les compétitions européennes sont exemptes du premier tour. Il reste donc 9 clubs de Première Ligue et 12 clubs de Seconde Ligue. Ces 21 clubs sont répartis en cinq groupes de quatre ou cinq équipes. Ils s'affrontent alors une fois chacun. Les vainqueurs de chaque groupe sont alors qualifiés pour les quarts de finale, où ils sont rejoints par les clubs européens.

## Calendrier
| Tour             | Dates                                                                              | Nombre d'équipes |
| ---------------- | ---------------------------------------------------------------------------------- | ---------------- |
| Phase de groupes | 13 septembre 2025 11 octobre 2025 15 novembre 2025 10 décembre 2025 7 janvier 2026 | 21               |
| Quarts de finale | 4 février 2026                                                                     | 8 (5+3)          |
| Demi-finales     | 14 février 2026                                                                    | 4                |
| Finale           | 14 mars 2026                                                                       | 2                |

## Compétition

### Phase de groupes
| Première Ligue         | Seconde Ligue     |
| ---------------------- | ----------------- |
| Dijon FCO              | Stade de Reims    |
| FC Fleury 91           | EA Guingamp       |
| Montpellier HSC        | Toulouse FC       |
| FC Nantes              | Le Mans FC        |
| Le Havre AC            | US Saint-Malo     |
| RC Strasbourg          | FC Metz           |
| AS Saint-Étienne       | Lille OSC         |
| Olympique de Marseille | Thonon Évian GGFC |
| RC Lens                | OGC Nice          |
|                        | Rodez AF          |
| AJA-Stade auxerrois    |                   |
| Grenoble Foot 38       |                   |

La répartition des équipes par groupe est dévoilée le 28 juillet.
| Groupe A                                                                             | Groupe B                                                                      | Groupe C                                                                    | Groupe D                                                   | Groupe E                                                        |
| ------------------------------------------------------------------------------------ | ----------------------------------------------------------------------------- | --------------------------------------------------------------------------- | ---------------------------------------------------------- | --------------------------------------------------------------- |
| RC Strasbourg Alsace (1) Dijon FCO (1) FC Metz (2) Stade de Reims (2) AJ Auxerre (2) | AS Saint-Etienne (1) OGC Nice (2) Grenoble Foot 38 (2) Thonon Évian GG FC (2) | Montpellier HSC (1) Olympique de Marseille (1) Rodez AF (2) Toulouse FC (2) | RC Lens (1) FC Fleury 91 (1) LOSC Lille (2) Le Mans FC (2) | FC Nantes (1) Le Havre AC (1) EA Guingamp (2) US Saint-Malo (2) |

| \| AJ Auxerre Stade de Reims Dijon FCO FC Metz RC Strasbourg OGC Nice AS Saint-Étienne Thonon É. GGFC Grenoble Foot Montpellier HSC Olympique de Marseille Rodez AF Toulouse FC Le Mans FC LOSC Lille FC Fleury RC Lens FC Nantes Havre AC EA Guingamp US Saint-Malo \| Localisation des clubs par groupe. |
| AJ Auxerre Stade de Reims Dijon FCO FC Metz RC Strasbourg OGC Nice AS Saint-Étienne Thonon É. GGFC Grenoble Foot Montpellier HSC Olympique de Marseille Rodez AF Toulouse FC Le Mans FC LOSC Lille FC Fleury RC Lens FC Nantes Havre AC EA Guingamp US Saint-Malo                                          |

| Légende                                      |
| Groupe A Groupe B Groupe C Groupe D Groupe E |

#### Groupe A
| Rang | Équipe              | Pts | J | G | N | P | Bp | Bc | Diff |
| ---- | ------------------- | --- | - | - | - | - | -- | -- | ---- |
| 1    | AJA-Stade auxerrois | 0   | 0 | 0 | 0 | 0 | 0  | 0  | 0    |
| 2    | Dijon FCO           | 0   | 0 | 0 | 0 | 0 | 0  | 0  | 0    |
| 3    | FC Metz             | 0   | 0 | 0 | 0 | 0 | 0  | 0  | 0    |
| 4    | Stade de Reims      | 0   | 0 | 0 | 0 | 0 | 0  | 0  | 0    |
| 5    | RC Strasbourg       | 0   | 0 | 0 | 0 | 0 | 0  | 0  | 0    |

#### Groupe B
| Rang | Équipe            | Pts | J | G | N | P | Bp | Bc | Diff |
| ---- | ----------------- | --- | - | - | - | - | -- | -- | ---- |
| 1    | Grenoble Foot 38  | 0   | 0 | 0 | 0 | 0 | 0  | 0  | 0    |
| 2    | OGC Nice          | 0   | 0 | 0 | 0 | 0 | 0  | 0  | 0    |
| 3    | AS Saint-Étienne  | 0   | 0 | 0 | 0 | 0 | 0  | 0  | 0    |
| 4    | Thonon Évian GGFC | 0   | 0 | 0 | 0 | 0 | 0  | 0  | 0    |

#### Groupe C
| Rang | Équipe                 | Pts | J | G | N | P | Bp | Bc | Diff |
| ---- | ---------------------- | --- | - | - | - | - | -- | -- | ---- |
| 1    | Olympique de Marseille | 0   | 0 | 0 | 0 | 0 | 0  | 0  | 0    |
| 2    | Montpellier HSC        | 0   | 0 | 0 | 0 | 0 | 0  | 0  | 0    |
| 3    | Rodez AF               | 0   | 0 | 0 | 0 | 0 | 0  | 0  | 0    |
| 4    | Toulouse FC            | 0   | 0 | 0 | 0 | 0 | 0  | 0  | 0    |

#### Groupe D
| Rang | Équipe       | Pts | J | G | N | P | Bp | Bc | Diff |
| ---- | ------------ | --- | - | - | - | - | -- | -- | ---- |
| 1    | FC Fleury 91 | 0   | 0 | 0 | 0 | 0 | 0  | 0  | 0    |
| 2    | Le Mans FC   | 0   | 0 | 0 | 0 | 0 | 0  | 0  | 0    |
| 3    | RC Lens      | 0   | 0 | 0 | 0 | 0 | 0  | 0  | 0    |
| 4    | Lille OSC    | 0   | 0 | 0 | 0 | 0 | 0  | 0  | 0    |

#### Groupe E
| Rang | Équipe        | Pts | J | G | N | P | Bp | Bc | Diff |
| ---- | ------------- | --- | - | - | - | - | -- | -- | ---- |
| 1    | EA Guingamp   | 0   | 0 | 0 | 0 | 0 | 0  | 0  | 0    |
| 2    | Le Havre AC   | 0   | 0 | 0 | 0 | 0 | 0  | 0  | 0    |
| 3    | FC Nantes     | 0   | 0 | 0 | 0 | 0 | 0  | 0  | 0    |
| 4    | US Saint-Malo | 0   | 0 | 0 | 0 | 0 | 0  | 0  | 0    |

### Quarts de finale
| Première Ligue      | Seconde Ligue |
| ------------------- | ------------- |
| OL Lyonnes          |               |
| Paris Saint-Germain |               |
| Paris FC            |               |

| 4 février 2026 |            | - |  |  |  |
|                |            |   |  |  |  |
|                | [ Rapport] |   |  |  |  |

| 4 février 2026 |            | - |  |  |  |
|                |            |   |  |  |  |
|                | [ Rapport] |   |  |  |  |

| 4 février 2026 |            | - |  |  |  |
|                |            |   |  |  |  |
|                | [ Rapport] |   |  |  |  |

| 4 février 2026 |            | - |  |  |  |
|                |            |   |  |  |  |
|                | [ Rapport] |   |  |  |  |

### Demi-finales
| 14 février 2026 |            | - |  |  |  |
|                 |            |   |  |  |  |
|                 | [ Rapport] |   |  |  |  |

| 14 février 2026 |            | - |  |  |  |
|                 |            |   |  |  |  |
|                 | [ Rapport] |   |  |  |  |

### Finale
| 14 mars 2026 |            | - |  |  |  |
|              |            |   |  |  |  |
|              | [ Rapport] |   |  |  |  |